# Alonso de Góngora Marmolejo
Alonso de Góngora Marmolejo (geb. 1523 in Carmona; gest. 1576) war ein spanischer Conquistador und Chronist der frühen Eroberung und Besiedlung des Generalkapitanats von Chile und des Beginns des Arauco-Krieges. Er lebte seit 1547 in Chile und war an der ersten Phase der Eroberung und Kolonisierung des Königreichs Chile beteiligt. Er ist bekannt als Verfasser einer Geschichte Chiles, die als eine der wenigen erhaltenen historischen Darstellungen der frühen Eroberung des Königreichs Chile gilt.

## Historia de Chile desde su descubrimiento hasta al año de 1575
Marmolejo war Augenzeuge und berichtete auf der Grundlage anderer Berichte über die Ereignisse jener Zeit. Sein Werk Historia de Chile desde su descubrimiento hasta al año de 1575 (Geschichte Chiles von seiner Entdeckung bis zum Jahr 1575) versuchte, eine unparteiische Sichtweise zu wahren, und wurde von den Historikern seiner Zeit als eine der maßgeblichen Quellen betrachtet. Sein Schreibstil ist der eines Soldaten und nicht der eines Wissenschaftlers und daher direkt und einfach. Es wird angenommen, dass sein Werk durch die Veröffentlichung von La Araucana von Alonso de Ercilla inspiriert wurde.
Der vom Autor behandelte Zeitraum umfasst die Zeit von der Ankunft Pedro de Valdivias in Santiago im Jahr 1541 bis zum Ende der Statthalterschaft von Melchor Bravo de Saravia im Jahr 1575. Der Autor kämpfte an der Seite von Valdivia in den ersten Jahren der Eroberung und war ein privilegierter Zeuge der wichtigsten Ereignisse, die sich in den Gründungsjahren des Territoriums zwischen Spaniern und Indianern abspielten.